# Grupo metabeliano
Em matemática, um grupo metabeliano é um grupo em que o subgrupo comutador é abeliano. Equivalentmente, um grupo G é metabeliano se e somente se existe um subgrupo normal abeliano A tal que o grupo quociente G/A é abeliano.